# Burnout (seria)
Burnout – seria gier wyścigowych wydanych przez Electronic Arts we współpracy z Criterion Games. Pierwsze dwie zostały wydane przez Acclaim Entertainment.
Gra polega na agresywnej jeździe i rozbijaniu przeciwników, za co gracz dostaje punkty, medale oraz trofea. W prawie każdej części jest tryb „crash”, w którym gracz ma za zadanie zniszczyć jak najwięcej pojazdów.
EA razem z firmą Criterion wydały odnowioną część z serii o tytule Burnout: Paradise w 2018 roku.

## Wydane gry
- Burnout (2001) – PS2, Xbox, GameCube
- Burnout 2: Point of Impact (2002) – PS2, Xbox, GameCube
- Burnout 3: Takedown (2004) – PS2, Xbox
- Burnout: Legends (2005) – PSP, Nintendo DS
- Burnout Revenge (2005) – PS2, Xbox, Xbox 360
- Burnout Dominator (2007) – PS2, PSP
- Burnout: Paradise (2008) – PS3, Xbox 360, PC
- Burnout Paradise: The Ultimate Box (2009) – PS3, PC, Xbox 360
- Burnout Crash! (2011) – PS3, Xbox 360
- Burnout Paradise Remastered (2018) – PS4, Xbox One, PC[1]